# Leptocentrus pakistanensis
Leptocentrus pakistanensis är en insektsart som beskrevs av S. Ahmad och Mohammad 1994. Leptocentrus pakistanensis ingår i släktet Leptocentrus och familjen hornstritar. Inga underarter finns listade i Catalogue of Life.